# Lucas Bolvarán
Lucas León Escobar Bolvarán (Santiago, 15 de julio de 1998), más conocido como Lucas Bolvarán, es un actor de televisión y cine chileno. Es conocido por su papel de Félix Herrera en la serie Los 80 de Canal 13. 

## Biografía
Hijo de padres actores, su primera actuación es en la obra El manso premio, que dirigía su mamá. Tenía cinco años. En 2010 actúa en el cortometraje Tiro penal y está en la obra de Raúl Ruiz Amledi.
Desde 2008 a 2014 es uno de los seis protagonistas de la serie Los 80, en donde interpreta a Félix Herrera en la serie, el tercer hijo de la familia Herrera, este rol lo llevó a ser reconocido a nivel nacional.
En 2016 participó del programa Bailando de Canal 13, donde se convierte en el ganador del concurso debido al cariño recibido por el público. Durante ese año participó en la serie Bala loca de Chilevisión, donde tuvo una participación menor.
En 2017 fue invitado al programa estelar Vértigo de Canal 13 donde señaló que estuvo ausentado de la televisión porque "no quiso, o porque no le dieron oportunidades".
Durante 2018, participó de la miniserie Martín, el hombre y la leyenda de Mega, donde encarna el rol coprotagónico. 
En 2019, reapareció con un nuevo aspecto en un vídeo del programa Sigamos de largo de Canal 13, para saludar a sus excompañeros de reparto de la serie Los 80, además reveló que se encontraba estudiando actuación. Está fue la última aparición en público del actor.

## Vida personal
En 2013, Lucas Escobar empezó a ser conocido como Lucas Bolvarán, y la determinación responde a un legado que espera continuar, invirtiendo sus apellidos. Ello pues no tiene tíos maternos que lleven el apellido por el que espera continuarlo en la historia con su futura descendencia, lo anterior fue confirmado por el actor en programas como Bailando y también en una entrevista en Mentiras verdaderas.
El 27 de mayo de 2018, Bolvarán fue acusado por su expareja de maltrato físico y psicológico durante su relación, en el que señala que Lucas reacciono de mala manera cuando se enteró de que ella estaba embarazada. Bolvarán rechazó tajantemente las acusaciones y mediante un comunicado en la red social de Twitter, señaló que "se ha intentado acercar a la familia de su expareja para mejorar su situación como futuros padres, pero que no se lo han permitido" y que "nadie podrá pasar a llevar mis derechos y responsabilidades como padre". Posteriormente el 18 de julio de 2018 su expareja sufre un accidente de tránsito, por lo que tuvo que dar a luz a sus gemelas: Agustina y Amparo.
El 24 de abril de 2025, su excompañera de reparto de la serie Los 80, Rocío Toscano arremetió públicamente por medio de su cuenta de Instagram contra el actor intérprete de Félix. La polémica se desató a raíz de las acusaciones que ha enfrentado el intérprete por su rol en la paternidad de sus gemelas. Bolvarán ha sido acusado en reiteradas ocasiones por la madre de sus hijas por no pagar la manutención de las pequeñas. En ese contexto, Toscano utilizó sus redes sociales para criticar duramente a Bolvarán, tildándolo de "papito corazón", además empatizó con la situación que vive Camila Fernández, la madre de las hijas de Bolvarán y de quién es amiga.
El 3 de mayo de 2025, Camila Fernández, expareja del actor y con quién tuvo a sus gemelas señaló que tras conocerse en 2014, ambos iniciaron una relación que llevó a su embarazo en 2017. Apenas se enteró de la noticia, la joven se lo comunicó al actor, quien no tuvo la mejor reacción. Asimismo, acusó que Bolvarán la golpeó estando embarazada y que incluso la instó a abortar, asimismo en 2020, Camila interpuso una demanda por paternidad contra el actor, además de exigir una pensión de alimentos para las niñas, sin embargo, “Lucas no ha pagado, y se lo ha notificado dos veces, pero no aparece”, señaló. Por otro lado, la joven reveló que tanto Bolvarán como su familia no tienen contacto con sus hijas.

## Filmografía

### Programas de televisión
| Programas de televisión | Programas de televisión | Programas de televisión | Programas de televisión |
| Año                     | Programa                | Rol                     | Canal                   |
| ----------------------- | ----------------------- | ----------------------- | ----------------------- |
| 2015                    | Mentiras verdaderas     | Invitado                | La Red                  |
| 2016                    | Bailando                | Participante ganador    | Canal 13                |
| 2016                    | Mentiras verdaderas     | Invitado                | La Red                  |
| 2017                    | Vértigo                 | Invitado ganador        | Canal 13                |
| 2019                    | Sigamos de largo        | Participación menor     | Canal 13                |

### Series y unitarios
| Series y unitarios | Series y unitarios             | Series y unitarios             | Series y unitarios |
| Año                | Series                         | Rol                            | Canal              |
| ------------------ | ------------------------------ | ------------------------------ | ------------------ |
| 2008-2014          | Los 80                         | Félix Herrera                  | Canal 13           |
| 2016               | Bala loca                      | Rodrigo                        | Chilevisión        |
| 2018               | Martín: El hombre y la leyenda | Martín Adolfo Vargas Inostroza | Mega               |
| 2024               | Vencer o Morir                 | Esteban                        | Prime Video        |

### Cine
| Año  | Película                      | Personaje         |
| ---- | ----------------------------- | ----------------- |
| 2017 | Johnny cien pesos, capítulo 2 | Juan García, hijo |